# The Tourist (TV-serie)
The Tourist är en action-dramaserie skapad av Jack Williams och Harry Williams. Serien hade premiär i Storbritannien i januari 2022. Seriens andra säsongen hade premiär på HBO Max den 16 februari 2024.

## Handling
Serien kretsar kring en brittisk man som vaknar upp i den australiska vildmarken utan minne. För att ta reda på vem han är, har han några få ledtrådar.

## Rollista (i urval)
- Jamie Dornan – Elliot Stanley
- Danielle Macdonald – Helen Chambers
- Shalom Brune-Franklin – Luci Miller/Victoria/Emma Halliwell
- Greg Larsen – Ethan Krum
- Ólafur Darri Ólafsson – Billy Nixon
- Alex Dimitriades – Kosta Panigiris
- Victoria Haralabidou – Lena Pascal
- Genevieve Lemon – Sue
- Danny Adcock – Ralph
- Damon Herriman – Lachlan Rogers
- Olwen Fouéré – Niamh Cassidy
- Francis Magee – Frank